# Melanezijski narodi
Melanezijski narodi (Melanezijci), kolektivni naziv etnički i jezično srodnim narodima i plemenima nastanjenim, uz neke iznimke, na području Melanezijskih otoka u Oceaniji. Jezici kojima govore ovi narodi pripadaju velikoj austronezijskoj porodici, i ima ih oko četiri stotine. Melanezijci naseljavaju otočja Fidži, Nove Kaledonije, Vanuatua (Novi Hebridi) i Solomonske otoke, a broj govornika iznosi manje od 1.000,000. Od Polinezijaca se razlikuju drugačijim rasnim tipom.